# Ranunculus persicus
Ranunculus persicus är en ranunkelväxtart som beskrevs av Dc.. Ranunculus persicus ingår i släktet ranunkler, och familjen ranunkelväxter. Inga underarter finns listade i Catalogue of Life.